# Mustafa Ismailovski
Mustafa Ismailovski - Muc (1956. – Zagreb, 31. prosinca 1999.) bio je hrvatski glazbenik, skladatelj, tekstopisac i glazbeni aranžer.

## Glazbena karijera
Godine 1976. javlja se kao skladatelj na albumu Poludjela ptica Dalibora Bruna i 1978. na albumu Zdenke Kovačiček.
Godine 1977. počeo je svirati klavijature u Divljim jagodama, s kojima je svirao do 1979. Pojavio se na singlicama Moj dilbere / Prijatelj, Rock 'n' Roll / Jedina moja, Patkica / Kad bi vi gospođo, Nemam ništa protiv / Biť će bolje! i na albumu Divlje jagode. U Divljim jagodama djeluje i kao skladatelj. Od 1980. godine radi sa Srebrnim krilima. Na albumima se osim kao klavijaturist pojavio i kao vokalist, tekstopisac i glazbeni aranžer.
Godine 1986. preuzeo je vodstvo Srebrnih krila kojima je bio frontmen sve do smrti. Teške bolesti, zbog kojih je dvaput išao na operaciju (1993. i svibnja 1999.), nisu ga omele u radu. Radio je i s drugim glazbenicima, primjerice kao skladatelj za Mineu, skladatelj i tekstopisac za Klince s Ribnjaka (hit "Božić dolazi"), te aranžer za Miroslava Sedaka Benčića. Godine 1996. Srebrna krila su se s pjesmom "Divno je znati, da netko te voli" Ismailovskog natjecali na Dori za Pjesmu Europe.